# Johnny Herrera
Johnny Herrera (Angol, 9 maggio 1981) è un ex calciatore cileno, di ruolo portiere.

## Carriera

### Club
Ha giocato nella massima serie cilena con diverse squadre e nella massima serie brasiliana con il Corinthians.

### Nazionale
Ha esordito nella Nazionale cilena nel 2002.
Viene convocato per la Copa América Centenario negli Stati Uniti.

## Palmarès

### Club

#### Competizioni nazionali
- Campionato cileno: 8

Universidad de Chile: 1999, 2000, 2004 (A), 2011 (A), 2011 (C), 2012 (A), 2014 (A)
Everton: 2008 (A)
- Coppa del Cile: 2

Universidad de Chile: 2000
2012-2013

#### Competizioni internazionali
- Coppa Sudamericana: 1

Universidad de Chile: 2011

### Nazionale
- Coppa America: 2

Cile 2015, USA 2016

### Individuale
- Equipo Ideal de América: 1

2011